# Ana Mari Cauce
Ana Mari Cauce (La Habana, 11 de enero de 1956) es una psicóloga y administradora académica estadounidense, que desde octubre de 2015 se desempeña como la 33ª presidenta de la Universidad de Washington.
Cauce se unió a la Universidad de Washington en 1986 y anteriormente se desempeñó como rectora y vicepresidenta ejecutiva de la universidad de 2011 a 2015, decana de la Facultad de Artes y Ciencias de 2008 a 2011, vicerrectora ejecutiva de 2005 a 2008, presidenta del departamento de psicología de 2002 a 2005, y directora del programa de honor de 2000 a 2002.

## Biografía
Cauce nació en La Habana, hija de Vicente Cauce, ministro de educación del dictador cubano Fulgencio Batista, y Ana Cauce (de soltera Vivanco). Cuando tenía tres años, su familia, incluido su hermano César, huyó de la isla durante la revolución cubana. Creció en Miami, donde su padre, que tenía un doctorado, trabajó primero como conserje. Finalmente, ambos padres trabajaron en una fábrica de zapatos.
Cauce recibió una licenciatura summa cum laude con especialización en inglés de la Universidad de Miami en 1977. Recibió una Maestría en Ciencias en 1979, una Maestría en Filosofía en 1982 y un Doctorado en Filosofía en 1984, todos en psicología de la Universidad Yale.
Sus estudios de doctorado se concentraron en psicología clínica infantil y comunitaria. Mientras estuvo en Yale, estudió con Edmund W. Gordon.

### Carrera
Cauce comenzó su carrera docente como profesora en la Universidad de Delaware. En 1986, se mudó a Seattle para trabajar como profesora asociada en la Universidad de Washington, donde obtuvo la titularidad en 1990. En 1996 fue nombrada presidenta del departamento de Estudios Étnicos Americanos. Luego Cauce fue nombrada Directora del Programa de Honores. Posteriormente se convirtió en Decana de la Facultad de Artes y Ciencias.
En 2007, Cauce ayudó a lanzar The Husky Promise, un programa de financiación de matrículas en la universidad.
En 2012, se convirtió en rectora de la Universidad de Washington.
El 13 de octubre de 2015, Cauce fue nombrado presidenta de la Universidad de Washington por su Junta de Regentes. Se había desempeñado como presidenta interina desde marzo de 2015, cuando su predecesor Michael Young anunció su salida. Es la primera presidenta permanente, y también es la primera lesbiana y la primera hispana elegida como presidenta. En 2017, la universidad resolvió una demanda de registros públicos relacionada con la selección de Cauce.

## Vida personal
Cauce es abiertamente lesbiana. Está casada con Susan Joslyn, su pareja desde 1989. Ambas son profesoras del departamento de Psicología de la Universidad de Washington.
En 1979, el hermano mayor de Cauce, César Cauce, un conocido activista comunista, fue asesinado en la masacre de Greensboro. Él y las otras tres víctmas masculinas blancas fueron enterrados en Greensboro, en un cementerio tradicionalmente negro.

## Honores y premios
Cauce fue elegida miembro de la Academia Estadounidense de Artes y Ciencias en 2020.

## Obras y publicaciones
- Cauce, Ana Mari (1984). Early Adolescents' Social Networks and Networking: Contributions to Social Competence (Thesis/dissertation). New Haven, CT: Yale University. OCLC 36818123.